# Бакланиха (приток Енисея)
Бакланиха — река в России, протекает по территории Туруханского района Красноярского края. Длина реки — 95 км, площадь водосборного бассейна — 1340 км². Впадает в Енисей справа на расстоянии 1146 км от его устья.
Река протекает в малонаселённой местности. В устье реки, при её впадении в Енисей, на ней расположено одноимённое село — Бакланиха, других населённых пунктов на реке нет.

## Данные водного реестра
По данным государственного водного реестра России относится к Енисейскому бассейновому округу. Код водного объекта — 17010600112116100060439.